# Čarobnjaci (album)
Čarobnjaci četvrti je studijski album bosanskohercegovačkog heavy metal i hard rock sastava Divlje jagode, koji izlazi 1983., a objavljuje ga diskografska kuća Diskoton.

## Popis pjesama
| Br. | Skladba           | Tekstopisac       | Trajanje |
| --- | ----------------- | ----------------- | -------- |
| 1.  | »Nazovi me«       | Sead Lipovača     | 3:27     |
| 2.  | »Morrison (uvod)« |                   | 1:00     |
| 3.  | »Morrison«        | Alen Islamović    | 2:17     |
| 4.  | »Đavolji grad«    | Sead Lipovača     | 3:19     |
| 5.  | »Čarobnjaci«      | Alen Islamović    | 4:10     |
| 6.  | »Svi nisu kao ja« | Alen Islamović    | 4:30     |
| 7.  | »Pepeljuga«       | Husein Dervišević | 4:08     |
| 8.  | »Sama si (uvod)«  |                   | 0:45     |
| 9.  | »Sama si«         | Alen Islamović    | 4:26     |
| 10. | »Metalni radnici« | Sead Lipovača     | 5:10     |
| 11. | »Samo tren«       | Alen Islamović    | 4:27     |

## Izvođači
- Alen Islamović - bas, vokal
- Nasko Budimlić - bubnjevi
- Sead Lipovača - gitare